# Yuh Wu Law
Yuh Wu Law en chino tradicional, 劉玉壺; pinyin, Liu, Yu Hu ( 1917 - 2004) fue un profesor, y botánico chino, que trabajó extensamente en el "Instituto de Botánica", de la Academia China de las Ciencias.

## Algunas publicaciones

### Libros
- yuh-wu Law. 1985. Angiospermae: Dicotyledoneae ; Sapindaceae, Sabiaceae. Volumen 41 y 47 de Flora Reipublicae Popularis Sinicae. Editor Kexue Chubanshe, 140 pp.

- --------------------, hsien-shui Lo. 1985b. Flora Reipublicae Popularis Sinicae: Sapindaceae Sabiaceae. Angiospermae Dicotyledoneae. Volumen 47 de Flora Reipublicae Popularis Sinicae. Editor Science Press, 140 pp.

## Honores
Miembro de
- Academia Sinica, Taiwán
- La abreviatura «Y.W.Law» se emplea para indicar a Yuh Wu Law como autoridad en la descripción y clasificación científica de los vegetales.[1]